# Olinda
Olinda es un municipio brasileño del estado de Pernambuco con una población estimada de 393.115 habitantes (2020). Por ser una de las ciudades coloniales mejor preservadas del país, en 1982 fue declarada Patrimonio Histórico y Cultural de la Humanidad por la Unesco.
Fundada en 1535, Olinda fue la ciudad más rica del Brasil Colonial entre el siglo XVI y las primeras décadas del siglo XVII, según escritores de la época como Pero de Magalhães Gândavo, era referida como la "pequeña Lisboa". Fue la sede del Brasil Colonial entre 1624 y 1625 durante las invasiones neerlandesas con Matias de Albuquerque dirigiendo a Olinda.
La ciudad se mantuvo prospera hasta la invasión neerlandesa a la Capitanía de Pernambuco, cuando la ciudad fue incendiada en 1631 y los neerlandeses se instalaron en Nova Holanda. Luego de la Insurrección de Pernambuco, Olinda volvió a ser sede de la capitanía, pero sin la influencia del pasado, lo que provocó conflictos como la Guerra de los Mascates. A mediados del XIX, la ciudad dejó de ser la capital de Pernambuco.

## Etimología
De acuerdo a la tradición popular, su nombre provendría de una exclamación de Duarte Coelho, primer capitán donatario de la Capitanía de Pernambuco: «Oh, linda situação para se construir uma vila!» (¡Oh, linda ubicación para construir una villa!). El historiador Francisco Adolfo de Varnhagen consideraba «ridícula» esta versión y prefería la hipótesis de una referencia a alguna localidad portuguesa, como Linda-a-Velha o Linda-a-Pastora. Olinda también es el nombre de un personaje del Amadis de Gaula, libro de caballerías muy leído en la época de fundación de la ciudad.

## Historia
En el estado de Pernambuco, Olinda es una de las más antiguas ciudades brasileñas. Fue fundada en 1535 por Duarte Coelho Pereira. Consiguió el estatus de villa el día 12 de marzo de 1537. La ciudad fue sede de la capitanía de Pernambuco. Fue tomada por los neerlandeses el 16 de febrero de 1630 durante la Guerra luso-neerlandesa, quemándola al año siguiente y transfiriendo la sede a Recife.
En 1637 fue elevada a la categoría de ciudad. En 1654 vuelve a ser la capital de Pernambuco, cuando los portugueses retomaron el poder y expulsaron los neerlandeses el 28 de enero. En 1837, pierde nuevamente ese título de capital, y debe cederlo a la ciudad de Recife.

## Demografía
Olinda tiene una población de casi 377.000 habitantes (360.554 en la zona urbana), y una superficie  de 37,9 km², formando parte de la región metropolitana de Recife. Localizada a una distancia de 6 km de la capital del estado, tiene límites con Paulista, al norte; Recife, al sur y oeste; y  el océano Atlántico al este.

## Cultura
Además de su belleza natural, Olinda es también una de los mayores centros culturales del Brasil. Su centro histórico fue declarado, en 1982, Patrimonio Histórico y Cultural de la Humanidad por la Unesco, con el nombre de Centro histórico de Olinda. Olinda revive el esplendor del pasado todos los años durante el carnaval, al sonido del frevo, el maracatú y otros ritmos originales de Pernambuco. El carnaval, con sus danzas mixtas de portugueses y africanos mantiene su esencia y se asemeja mucho a carnavales de diversas zonas de Portugal.
En 2005, Olinda fue elegida como la Primera Capital Cultural del Brasil. Este proyecto es una iniciativa de la organización Capital Brasileña de la Cultura (CBC), con el apoyo de los ministerios de Cultura y Turismo, junto a la Organización de las Naciones Unidas para la Educación, Ciencia y la Cultura (Unesco).

## Ciudades hermanadas
- Colonia del Sacramento, Colonia, Uruguay (2014)[5]
- Vila do Conde, Portugal (2016)[6]